# Пеницилл суженный
Пеници́лл (пеници́ллий) су́женный (лат. Penicíllium restríctum) — вид несовершенных грибов (телеоморфная стадия неизвестна), относящийся к роду Пеницилл (Penicillium).

## Описание
Колонии на агаре Чапека ограниченно-растущие, на 14-е сутки достигают диаметра 2,5 см, бархатистые до шерстистых, радиально-складчатые, в центре кратеровидные, слабо спороносящие, белые. Спороношение в сероватых тонах. Иногда имеются капельки бесцветного или желтоватого экссудата. Реверс светло-жёлтый, реже розово-коричневатый, оранжеватый. На CYA колонии более широко-растущие, шерстистые, без экссудата, с неокрашенным или кремовым реверсом, со светло-янтарным растворимым пигментом.
Конидиеносцы одноярусные, иногда неправильно разветвлённые, очень короткие, около 25 мкм длиной, 1,2—1,8 мкм толщиной, гладкостенные. Фиалиды в мутовках по 6—8, фляговидные, 5—7 × 1,5—2,5 мкм. Конидии шаровидные, шероховатые, 2—2,5 мкм в диаметре.

### Отличия от близких видов
Наиболее близкие виды — Penicillium chalabudae, Penicillium kurssanovii, Penicillium heteromorphum, Penicillium cinereoatrum, Penicillium philippinense, Penicillium arabicum, Penicillium katangense. Морфологическое их разграничение затруднительно.

## Экология
Широко распространённый, преимущественно почвенный гриб.

## Таксономия
Penicillium restrictum J.C.Gilman & E.V.Abbott, Iowa St. Coll. J. Sci. 1: 297 (1927).

### Синонимы
- Citromyces griseus Sopp, 1912
- Penicillium gilmanii Thom, 1930
- Penicillium griseum (Sopp) Biourge, 1923, nom. illeg.